# Idomeneus

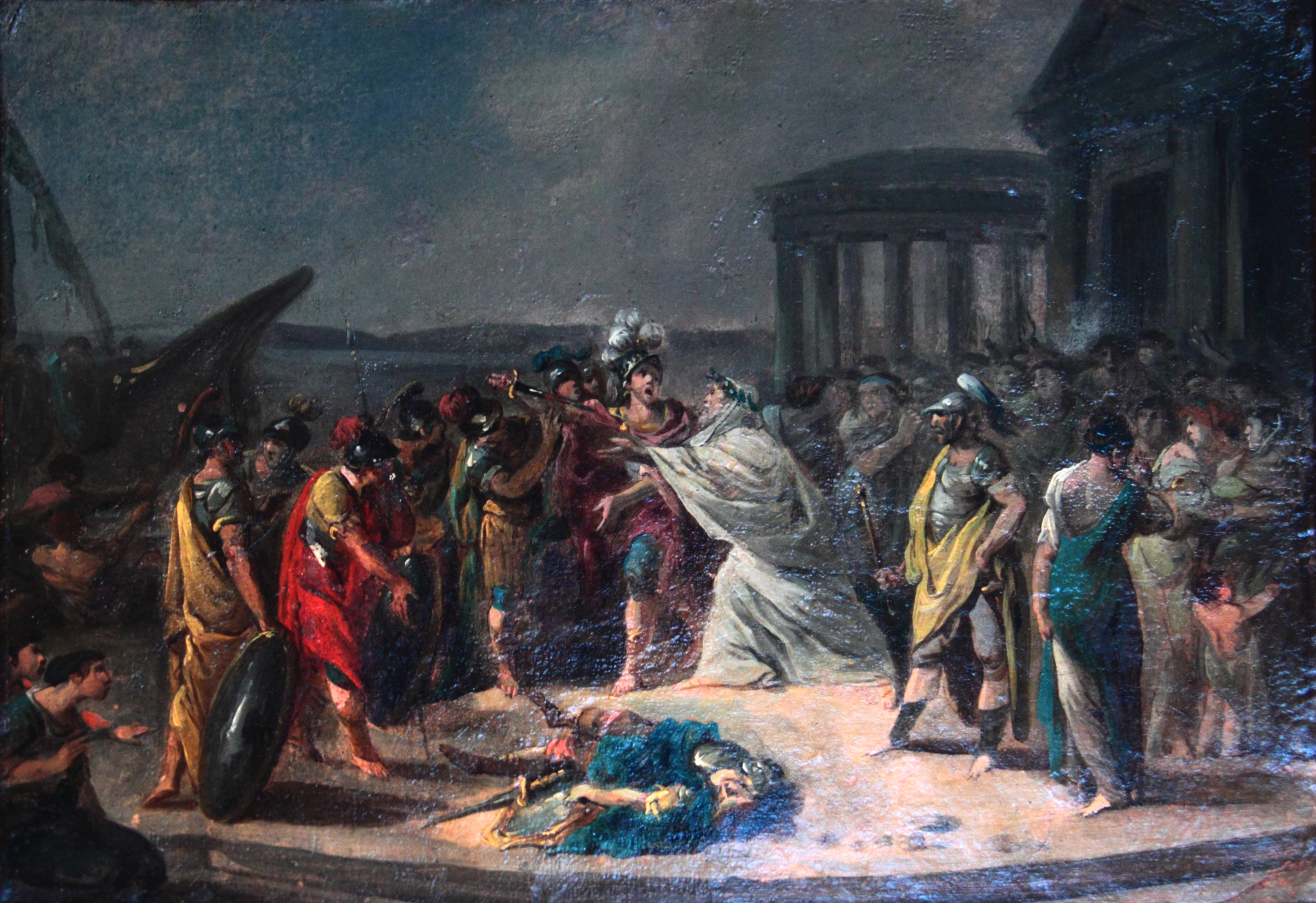
Le retour d'Idomédée, door Jacques Gamelin (Musée des Augustins de Toulouse)

Idomeneus (Oudgrieks: Ἰδομενεύς) van Kreta, de kleinzoon van koning Minos, was een van de strijders uit de Trojaanse Oorlog. Hij kwam met evenveel schepen naar Troje als Agamemnon.
In de Ilias wordt hij door Homeros niet erg in de schijnwerper geplaatst. Van hem wordt wel gezegd dat hij een goed vechter was, maar Homeros vertelt veel meer over onder andere Ajax, Odysseus, Diomedes en andere helden.
Over zijn terugkeer bestaan vele verhalen. Een daarvan is dat hij op de terugweg betrokken raakte in een discussie tussen Thetis en Medea, over de vraag wie van deze twee godinnen de mooiste was.
Hij koos Thetis, en de gekwetste Medea riep dat alle Kretenzers leugenaars waren en vervloekte het nageslacht van Idomeneus.

## Opera Idomeneo
Mozart schreef een opera over Idomeneus: Idomeneo. Hierin staat het verhaal centraal dat Idomeneus op de terugreis naar Kreta in een zware storm terechtkwam. Hij zwoer Poseidon, de god die heerst over de zee, dat als hij veilig aan land zou komen, hij de eerste persoon die hij zou tegenkomen zou offeren. Dit bleek zijn eigen zoon Idamante te zijn.
- Bibliothèque nationale de France: cb15082921f (data)
- Gemeinsame Normdatei: 122413857
- Nationale Bibliotheek van Israël: 987007566371005171
- Système universitaire de documentation: 241541263
- Virtual International Authority File: 10726889